# Зелин
Зелин е местност край Ботевград. Известна е още и като „Летовището“. Обявена е за летовище на 12 септември 1931 г.
Летовището е разположено в подножието на планината Било, на надморска височина между 380 и 550 m. Оценявайки благоприятните климатични условия, околийският лекар д-р Тошко Петров съдейства на местните власти за създаване на летовището. Това привлича софийски граждани да построят свои вили. Сред тях е и акад. проф. д-р Асен Златаров, който спомага за благоустрояването на летовището. Поради тази причина е наречен „зелинският кмет“. През 1926 г. е построен параклисът „Рождество Богородично“ и с помощта на Ловчанска епархия е открит манастир. През 1928 г. е създаден „Общоградски комитет за стопанско и културно повдигане на града и околията“, който също съдейства за създаването на летовище. Първи председател на комитета е кмета Васил Мицов. Организирана е „Орханийска културно-просветна дружба“ с членове Петър Ценов, Цено Мустакерски, проф. Стоян Романски, Христо Гашевски и др. За създаване на летовището влияние оказва и ловно-стрелческото дружество „Сокол“. По молба на дружеството Общината отпуска 50 декара терен в източния край на местността за ловен парк и стрелбище. Първите фазани за ловния парк са подарени лично от цар Борис III. Към 1939 г. броят на фазаните достига до над 500.
Първите летовници пристигат през 1930 г. – учители и ученички от Първа софийска девическа гимназия. По това време училищен лекар е съпругата на д-р Тошко Петров. През 1931 г. е отпуснат терен с площ от 20 декара за строеж на почивна станция на Софийска община. Построен е широк път с трошено-каменна настилка по поречието на реките Червена киселица и Стара река.
По време на англо-американските бомбардировки над София в Зелин падат няколко бомби. През 1940-те години летовището опустява. В 1950-те години в землището на манастира е открит пионерски лагер. През 1966 г. по предложение на кмета Иван Николчовски и местните власти Зелин е обявен за планински климатичен курорт от Министерство на народното здраве и социалните грижи. Курортът обхваща местностите Зелин, Чеканица, Косовец, Стубеля и Рудината. Започва строежа на почивни станции за предприятия и учреждения. Асфалтирани са улици и алеи. През 1980-те години през местността е прокарана автомагистрала „Хемус“.